# Сумін (Бродницький повіт)
Сумін (пол. Sumin) — село в Польщі, у гміні Осек Бродницького повіту Куявсько-Поморського воєводства.
Населення — 226 осіб (2011).
У 1975-1998 роках село належало до Торунського воєводства.

## Демографія
Демографічна структура станом на 31 березня 2011 року:
|          | Загалом | Допрацездатний вік | Працездатний вік | Постпрацездатний вік |
| -------- | ------- | ------------------ | ---------------- | -------------------- |
| Чоловіки | 118     | 26                 | 78               | 14                   |
| Жінки    | 108     | 22                 | 58               | 28                   |
| Разом    | 226     | 48                 | 136              | 42                   |